# Kategoria Superiore 2019/20
Die Kategoria Superiore 2019/20 war die 81. Spielzeit der höchsten albanischen Spielklasse im Männerfußball. Sie begann am 23. August 2019 und endete wegen der COVID-19-Pandemie in Albanien erst am 29. Juli 2020 mit dem 36. Spieltag. Meister wurde zum 24. Mal der KF Tirana – zuletzt war ihnen 2009 der Meistertitel gelungen, und zwischendurch mussten sie für eine Saison absteigen. Absteiger nach Ende der Saison waren dieses Jahr Flamurtari Vlora und Luftëtari Gjirokaster, die mit je nur zwei Siegen deutlich hinter den beiden Aufsteigern zurückblieben.

## Saisonverlauf

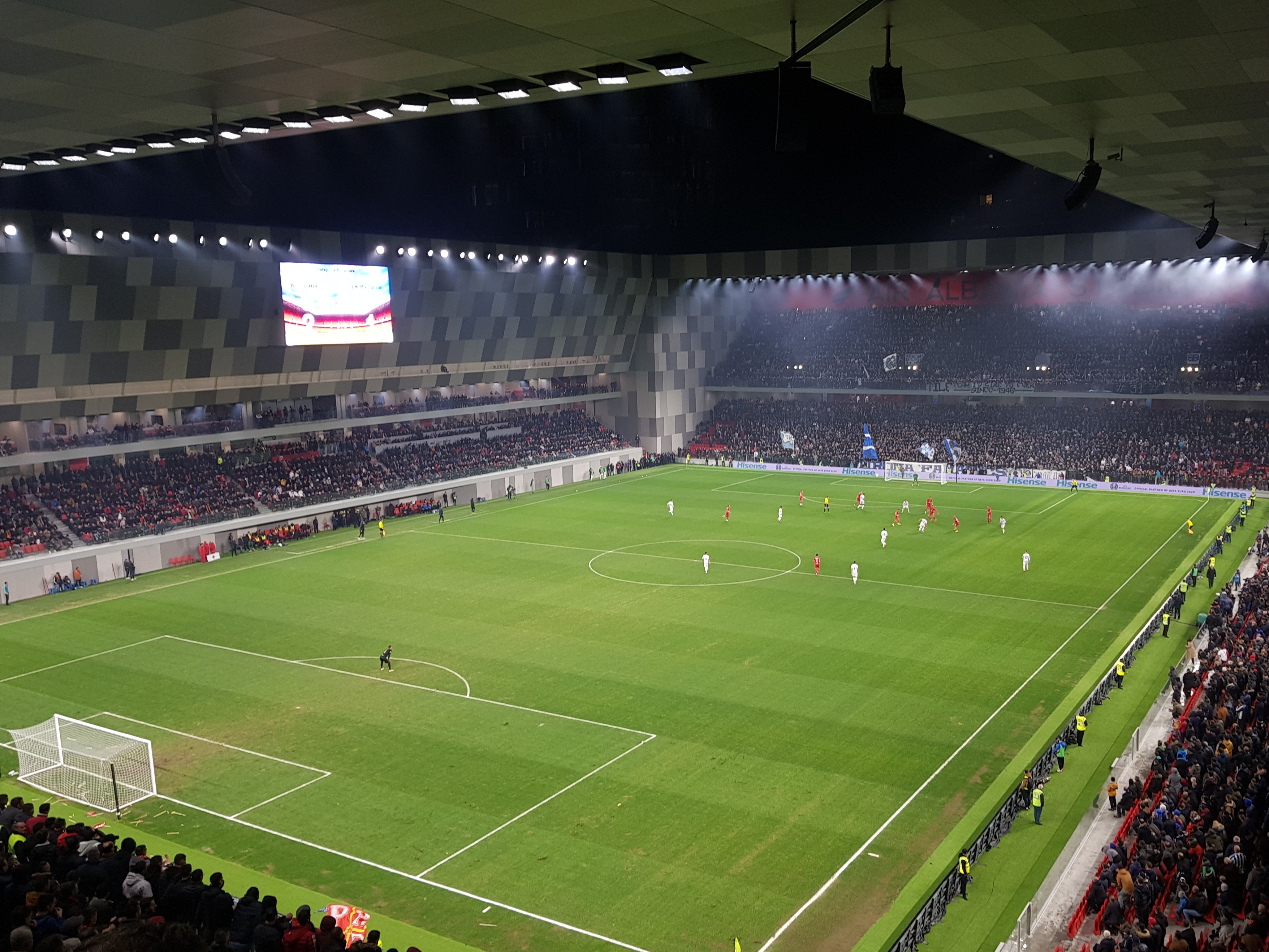
Derby zwischen KF Tirana und Partizani Tirana am 28. Februar im Air Albania Stadium

Am 21. September musste die Partie zwischen Partizani Tirana und Bylis Ballsh wegen eines Erdbebens abgebrochen werden. Nach dem Erdbeben vom 26. November 2019 pausierte der Spielbetrieb bis zum 7. Dezember. Die Spiele wurden alle bis zum Beginn der Winterpause Ende Dezember nachgeholt.
Der Spielbetrieb wurde aufgrund des Veranstaltungsverbots während der COVID-19-Pandemie am 12. März nach dem 26. Spieltag ausgesetzt. Die letzten beiden Spiele am 9. März hatten bereits ohne Publikum stattgefunden. Im Mai 2020 kündigte der albanische Fußballverband an, dass die Kategoria Superiore am 3. Juni wiederbeginne. Am 3. Juni wurde bekannt, dass ein Spieler von KS Bylis Ballsh positiv auf COVID-19 getestet wurde.
Titelverteidiger war FK Partizani Tirana, dem nur eine Platzierung im Mittelfeld gelang. Aufgestiegen waren KS Bylis Ballsh und KS Vllaznia Shkodra, die die abgestiegenen Vereine KS Kastrioti Kruja und KS Kamza ersetzten. Sie konnten sich vor den Absteigern Flamurtari Vlora und Luftëtari Gjirokastra in der höchsten Spielklasse halten.

## Vereine
| Logo                       | Verein                   | Stadt       | Stadion                 |
| -------------------------- | ------------------------ | ----------- | ----------------------- |
| Logo Skënderbeu Korça      | KF Skënderbeu Korça      | Korça       | Skënderbeu-Stadion      |
| Logo Bylis Ballsh          | KS Bylis Ballsh          | Ballsh      | Adush-Muça-Stadion      |
| Logo Partizani Tirana      | FK Partizani Tirana      | Tirana      | Selman-Stërmasi-Stadion |
| Logo KF Tirana             | KF Tirana                | Tirana      | Selman-Stërmasi-Stadion |
| Logo Kukësi                | FK Kukësi                | Kukës       | Zeqir-Ymeri-Stadion     |
| Logo Flamurtari Vlora      | KS Flamurtari Vlora      | Vlora       | Flamurtari-Stadion      |
| Logo Teuta Durrës          | KS Teuta Durrës          | Durrës      | Niko-Dovana-Stadion     |
| Logo Luftetari Gjirokastra | KS Luftëtari Gjirokastra | Gjirokastra | Stadion Gjirokastra     |
| Logo Laçi                  | KF Laçi                  | Laç         | Laç-Stadion             |
| Logo Vllaznia Shkodra      | KS Vllaznia Shkodra      | Shkodra     | Loro-Boriçi-Stadion     |

## Abschlusstabelle
| Pl. | Verein                   | Sp. | S  | U  | N  | Tore    | Diff. | Punkte |
| --- | ------------------------ | --- | -- | -- | -- | ------- | ----- | ------ |
| 1.  | KF Tirana                | 36  | 21 | 7  | 8  | 067:350 | +32   | 70     |
| 2.  | FK Kukësi                | 36  | 19 | 9  | 8  | 059:310 | +28   | 66     |
| 3.  | KF Laçi                  | 36  | 19 | 7  | 10 | 061:340 | +27   | 64     |
| 4.  | KF Skënderbeu Korça 1    | 36  | 17 | 7  | 12 | 042:430 | −1    | 58     |
| 5.  | KS Teuta Durrës          | 36  | 15 | 12 | 9  | 041:340 | +7    | 57     |
| 6.  | FK Partizani Tirana      | 36  | 15 | 8  | 13 | 051:400 | +11   | 53     |
| 7.  | KS Bylis Ballsh (N)      | 36  | 12 | 15 | 9  | 046:380 | +8    | 51     |
| 8.  | KS Vllaznia Shkodra (N)  | 36  | 12 | 10 | 14 | 036:410 | −5    | 46     |
| 9.  | KS Flamurtari Vlora      | 36  | 2  | 9  | 25 | 032:720 | −40   | 15     |
| 10. | KS Luftëtari Gjirokastra | 36  | 2  | 8  | 26 | 019:860 | −67   | 14     |

Platzierungskriterien: 1. Punkte – 2. Direkter Vergleich (Punkte, Tordifferenz, geschossene Tore) – 3. Tordifferenz – 4. geschossene Tore

| (M) | amtierender albanischer Meister     |
| (P) | amtierender albanischer Pokalsieger |
| (N) | Neuaufsteiger                       |

## Kreuztabelle
| Spieltage 1–18        | KF Tirana | FK Kukësi | KF Laçi | KF Skënderbeu Korça | KS Teuta Durrës | FK Partizani Tirana | KS Bylis Ballsh | KF Vllaznia Shkodra | KS Flamurtari Vlora | KS Luftëtari Gjirokastra |
| --------------------- | --------- | --------- | ------- | ------------------- | --------------- | ------------------- | --------------- | ------------------- | ------------------- | ------------------------ |
| KF Tirana             |           | 1:3       | 2:1     | 3:1                 | 0:0             | 1:2                 | 2:1             | 0:0                 | 2:0                 | 3:0                      |
| FK Kukësi             | 2:1       |           | 1:1     | 1:1                 | 4:0             | 1:0                 | 2:1             | 1:2                 | 1:0                 | 4:1                      |
| KF Laçi               | 1:2       | 1:0       |         | 1:2                 | 3:0             | 1:0                 | 0:0             | 3:0                 | 3:0                 | 4:0                      |
| Skënderbeu Korça      | 2:1       | 0:0       | 1:4     |                     | 1:0             | 3:2                 | 0:3             | 0:1                 | 1:0                 | 2:0                      |
| Teuta Durrës          | 1:1       | 1:0       | 0:1     | 1:0                 |                 | 3:1                 | 1:0             | 0:0                 | 1:0                 | 3:1                      |
| Partizani Tirana      | 1:2       | 0:0       | 1:0     | 3:1                 | 1:1             |                     | 1:1             | 1:0                 | 1:0                 | 2:0                      |
| KS Bylis Ballsh       | 3:1       | 2:1       | 1:0     | 2:3                 | 0:0             | 1:0                 |                 | 0:0                 | 5:0                 | 1:0                      |
| KS Vllaznia Shkodra   | 0:2       | 1:2       | 1:0     | 4:0                 | 0:0             | 1:3                 | 0:1             |                     | 2:0                 | 0:0                      |
| Flamurtari Vlora      | 2:2       | 0:3       | 3:3     | 1:1                 | 1:3             | 1:1                 | 2:2             | 1:3                 |                     | 1:1                      |
| Luftëtari Gjirokastra | 0:3       | 0:0       | 1:1     | 2:0                 | 0:0             | 0:1                 | 1:1             | 0:2                 | 2:1                 |                          |

| Spieltage 19–36       | KF Tirana | FK Kukësi | KF Laçi | KF Skënderbeu Korça | KS Teuta Durrës | FK Partizani Tirana | KS Bylis Ballsh | KF Vllaznia Shkodra | KS Flamurtari Vlora | KS Luftëtari Gjirokastra |
| --------------------- | --------- | --------- | ------- | ------------------- | --------------- | ------------------- | --------------- | ------------------- | ------------------- | ------------------------ |
| KF Tirana             |           | 1:2       | 1:0     | 1:1                 | 2:1             | 5:1                 | 1:1             | 3:0                 | 2:0                 | 5:1                      |
| FK Kukësi             | 1:2       |           | 3:1     | 0:0                 | 3:0             | 1:0                 | 1:0             | 0:0                 | 4:1                 | 2:1                      |
| KF Laçi               | 3:1       | 2:0       |         | 1:0                 | 1:1             | 3:1                 | 2:1             | 5:2                 | 2:1                 | 3:1                      |
| Skënderbeu Korça      | 1:2       | 2:1       | 1:1     |                     | 3:2             | 4:1                 | 1:1             | 2:1                 | 1:0                 | 2:0                      |
| Teuta Durrës          | 1:0       | 2:2       | 2:3     | 1:0                 |                 | 0:0                 | 1:0             | 3:1                 | 1:1                 | 1:1                      |
| Partizani Tirana      | 1:1       | 1:3       | 1:0     | 1:2                 | 0:1             |                     | 2:2             | 3:0                 | 2:0                 | 8:1                      |
| KS Bylis Ballsh       | 1:3       | 1:1       | 0:3     | 1:0                 | 1:0             | 1:1                 |                 | 2:2                 | 0:0                 | 2:0                      |
| KS Vllaznia Shkodra   | 0:1       | 1:0       | 0:0     | 0:1                 | 0:3             | 1:0                 | 2:2             |                     | 1:1                 | 4:0                      |
| Flamurtari Vlora      | 0:2       | 1:4       | 1:3     | 0:1                 | 2:3             | 1:2                 | 2:3             | 1:3                 |                     | 6:1                      |
| Luftëtari Gjirokastra | 0:5       | 2:5       | 0:2     | 0:1                 | 1:5             | 0:3                 | 1:1             | 0:1                 | 0:1                 |                          |

## Relegation
| Datum          |                     | Ergebnis |                     |
| -------------- | ------------------- | -------- | ------------------- |
| 2. August 2020 | KS Vllaznia Shkodra | 3:1      | KS Besëlidhja Lezha |

## Torschützenliste
| Pl. | Name            | Mannschaft          | Tore |
| --- | --------------- | ------------------- | ---- |
| 01. | Kyrian Nwabueze | KF Laçi             | 23   |
| 02. | Vasil Shkurtaj  | FK Kukësi           | 22   |
| 03. | Sherif Kallaku  | Teuta Durrës        | 14   |
| 04. | Michael Ngoo    | KF Tirana           | 13   |
| 05. | Redon Xhixha    | KF Laçi             | 12   |
| 06. | Dejvi Bregu     | Skënderbeu Korça    | 10   |
| 06. | Eraldo Çinari   | Partizani Tirana    | 10   |
| 06. | Gilman Lika     | KS Vllaznia Shkodra | 10   |
| 06. | Idriz Batha     | KF Tirana           | 10   |
| 06. | Kristal Abazaj  | FK Kukësi           | 10   |
| 06. | Saliou Guindo   | KS Bylis Ballsh     | 10   |

## Höchstwerte der Saison
- Der höchste Sieg war mit sieben Toren Differenz:

das 8:1 von FK Partizani Tirana gegen den KS Luftëtari Gjirokastra am 29. Spieltag;
- Das torreichste Remis war mit 6 Toren

das 3:3 des KS Flamurtari Vlora gegen den KF Laçi am 5. Spieltag;
- Der torreichste Spieltag war mit je 21 Toren der 29. und 36. Spieltag